# Кононча
Ко́нонча — село в Україні,  у Черкаському районі Черкаської області, підпорядковане Канівській міській громаді. Розташоване за 21 км на південь від центру громади — міста Канева та за 25 км від залізничної станції Таганча. Населення становить 349 осіб. (на 2024 рік).
До 1991 року села Кононча та Гамарня були об'єднані в один населений пункт.

## Історія
Перша згадка про село — перша половина XVIII століття. За переказами старожилів, у підгір'ї від Дніпра до території нинішнього села тягнулося велике поселення Родня, яке закінчувалося князівським замком. Від його назви походить назва села. Перші жителі селилися на південь від Кононівського замку понад річкою.
До земельної реформи 1861 року землі навколо села належали князю Парчевському. У середині XIX століття прорізано нове русло річки Рось, рівень води понизився. На звільнених землях Ф. Ф. Бугаєць заснував розсадник культурних і декоративних дерев. Це поклало початок розвитку садівництва, озелененню навколишніх земель і боротьбі з ярами, що сприяло озелененню і закріпленнію ярів і гір від Канева до Конончі, особливо Чернечої гори.
Після встановлення радянської влади, в 1921 році створено комітет незаможних селян (перший голова — Тертичний Оксентій), головою сільради було обрано Федота Марченка.
У 1929 році, під час примусової колективізації, організовано колективне господарство — СОЗ, що реорганізовано в 1931 році у колгосп ім. 1 Травня.
У боях під час радянсько-німецької війни загинуло 117 жителів, яким споруджено пам'ятник на братській могилі. Із с. Кононча в Німеччині на каторжних роботах було 27 осіб.
Станом на 1972 рік в селі мешкало 1 402 особи. Працював колгосп ім. Боженка, який мав в користуванні 1,9 тисяч га сільськогосподарських угідь, у тому числі 1,2 тисячі орної землі. Господарство спеціалізувалось на вирощуванні зернових культур, було розвинуте тваринництво, працювала філія Канівської гідромеліоративної станції. В соціальній сфері працювали восьмирічна школа, клуб на 200 місць, 2 бібліотеки з книжковим фондом 10 тисяч примірників, 2 медпункти.

## Пам'ятки
- Кононівський гідрологічний заказник — гідрологічний заказник місцевого значення.
- Карапиші — заповідне урочище місцевого значення.
- Лупинин яр — заповідне урочище місцевого значення.
- Яремина гора — заповідне урочище місцевого значення.

## Уродженці
- Григорович Іван Станіславович (1985—2016) — старший солдат Збройних сил України, що загинув в районі міста Мар'їнка (Донецька область).

## Сучасність
На сьогодні у Конончі діють фермерські господарства: «Русичі» (П. І. Кононенко), «Рось» (О. С. Бойко), ТОВ «Агроінвест» та філія НВФ «Урожай».
В березні 2017 року на фасаді загальноосвітньої школи села Кононча урочисто було відкрито меморіальну дошку випускнику Івану Григоровичу